# Communauté d’agglomération Cannes Pays de Lérins
Die Communauté d’agglomération Cannes Pays de Lérins ist ein französischer Gemeindeverband mit der Rechtsform einer Communauté d’agglomération im Département Alpes-Maritimes in der Region Provence-Alpes-Côte d’Azur. Sie wurde am 1. Januar 2014 gegründet und umfasst fünf Gemeinden. Der Verwaltungssitz befindet sich in der Stadt Cannes.

## Mitgliedsgemeinden
| Gemeinde                                         | Einwohner 1. Januar 2022 | Fläche km² | Dichte Einw./km² | Code INSEE | Postleitzahl |
| ------------------------------------------------ | ------------------------ | ---------- | ---------------- | ---------- | ------------ |
| Cannes                                           | 74.040                   | 19,62      | 3.774            | 06029      | 06150, 06400 |
| Le Cannet                                        | 40.198                   | 7,71       | 5.214            | 06030      | 06110        |
| Mandelieu-la-Napoule                             | 21.201                   | 31,37      | 676              | 06079      | 06210        |
| Mougins                                          | 19.481                   | 25,64      | 760              | 06085      | 06250        |
| Théoule-sur-Mer                                  | 1.418                    | 10,49      | 135              | 06138      | 06590        |
| Communauté d’agglomération Cannes Pays de Lérins | 156.338                  | 94,83      | 1.649            | –          | –            |